# Koněvec
Koněvec (rusky Коневец, finsky Konevitsa) je ostrov v západní části Ladožského jezera, vzdálený 170 km od Petrohradu. Administrativně patří k Priozerskému rajónu Leningradské oblasti Ruska. Rozloha ostrova je 8,5 km², nejvyšším bodem je Svatá hora, vysoká 34 m. Od pevniny ho odděluje Koněvecký průliv, široký okolo pěti kilometrů; nejbližším sídlem je Vladimirovka, odkud jezdí nepravidelně trajekt. Průměrná roční teplota činí 3,5 °C, v létě může přesáhnout 30 °C a v zimě klesá až na –40 °C, sníh leží okolo pěti měsíců v roce. Půda je písčitá a většina území je porostlá borovým lesem.
Ostrov je pojmenován podle „Koňského kamene“ (Конь-камень, Hevoskivi), žulového balvanu ve tvaru koňské hlavy o váze okolo 750 tun, který byl předmětem uctívání pohanských ugrofinských kmenů. V roce 1393 byl v jihozápadní části ostrova založen Koněvecký monastýr, který osídlili mniši z Velikého Novgorodu. Stolbovský mír ostrov přiřkl Švédsku, Rusové jej získali zpět po severní válce. V letech 1917 až 1940 byl Koněvec součástí Finska. Po jeho připojení k Sovětskému svazu byl klášter zrušen a ostrov sloužil vojenským účelům. Po pádu komunistického režimu začala postupná obnova poutního místa.
Ostrov je oslavován v karelské písni Konevitsan kirkonkellot (Koněvecké zvony). Pro své přírodní a kulturní bohatství je Koněvec populárním cílem turistů. 

## Galerie

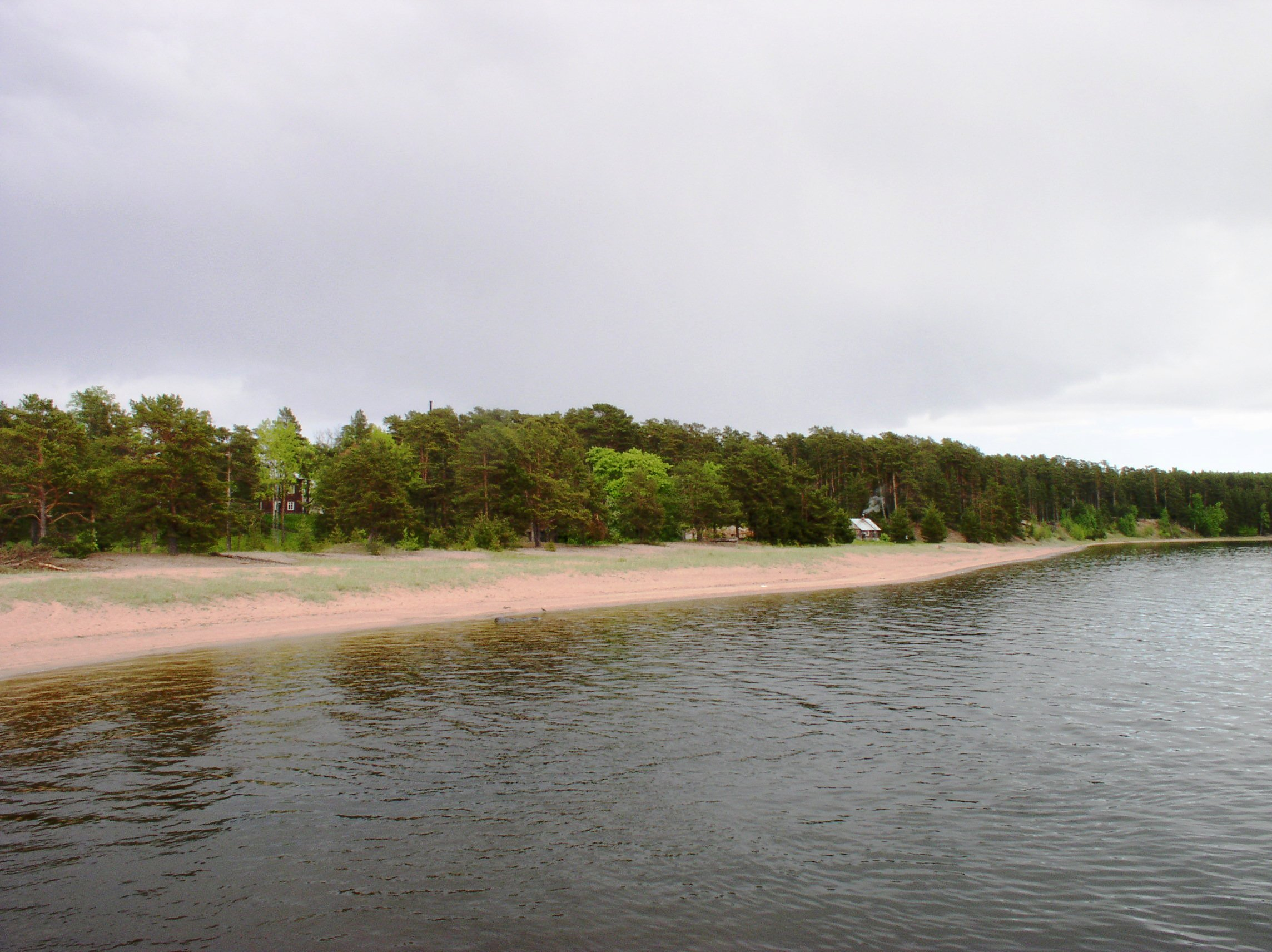
Pobřeží ostrova
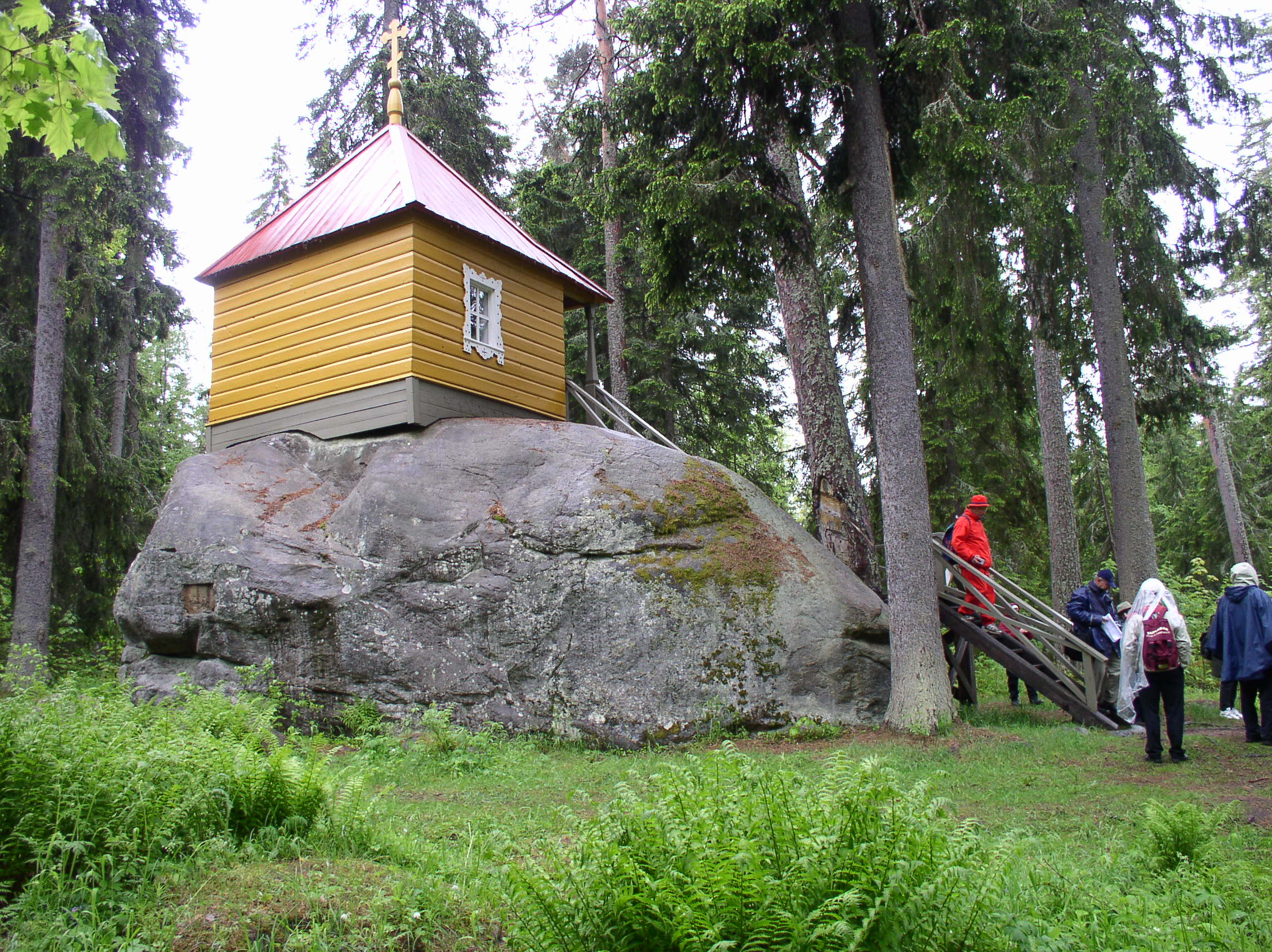
Koňský kámen
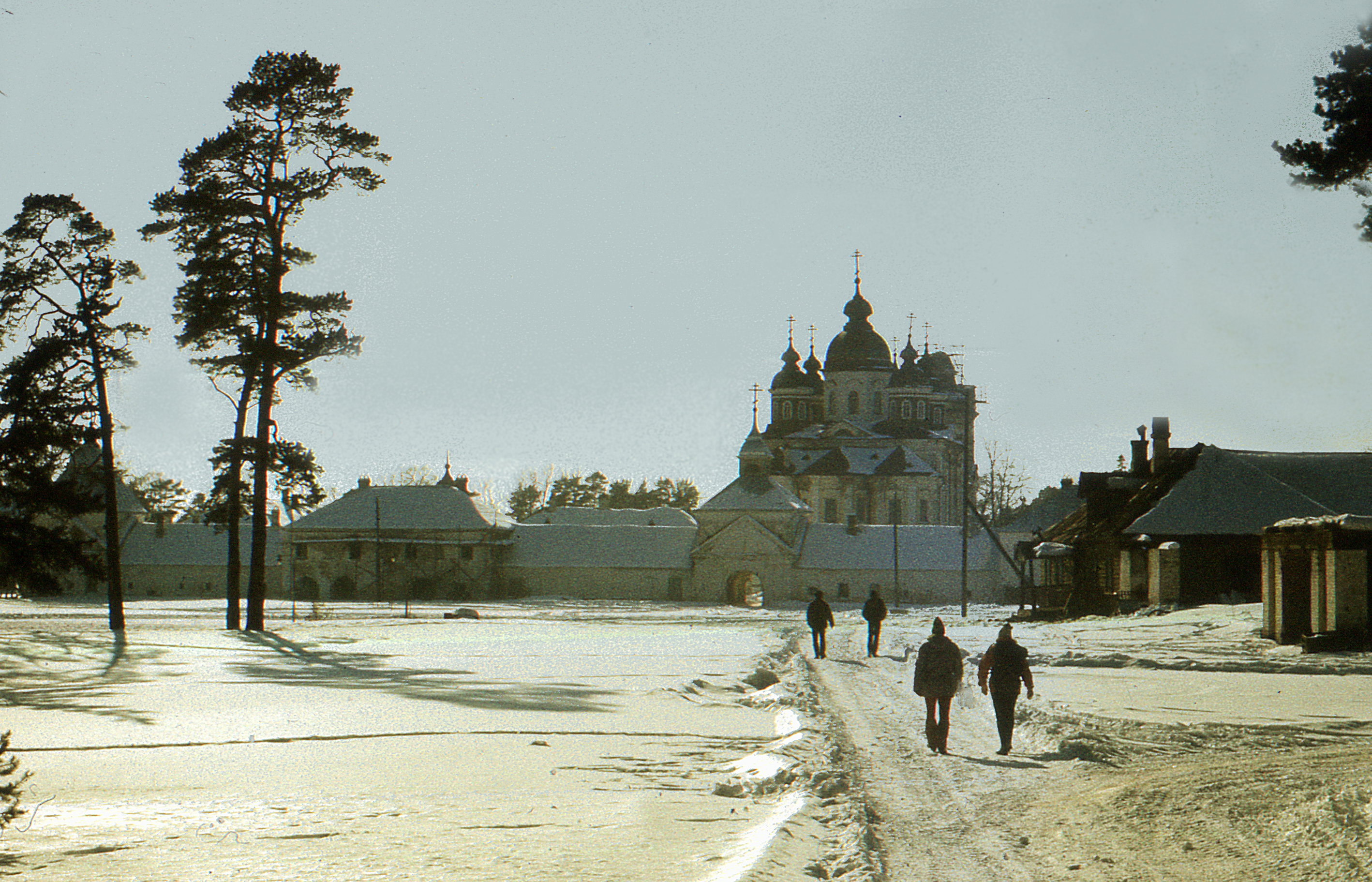
Monastýr